# Acanthella styloida
Acanthella styloida är en svampdjursart som beskrevs av Tanita och Kazuo Hoshino 1989. Acanthella styloida ingår i släktet Acanthella och familjen Dictyonellidae.
Artens utbredningsområde är havet kring Japan. Inga underarter finns listade i Catalogue of Life.